# Zizania palustris
Zizania palustris là một loài thực vật có hoa trong họ Hòa thảo. Loài này được L. miêu tả khoa học đầu tiên năm 1771.

## Hình ảnh

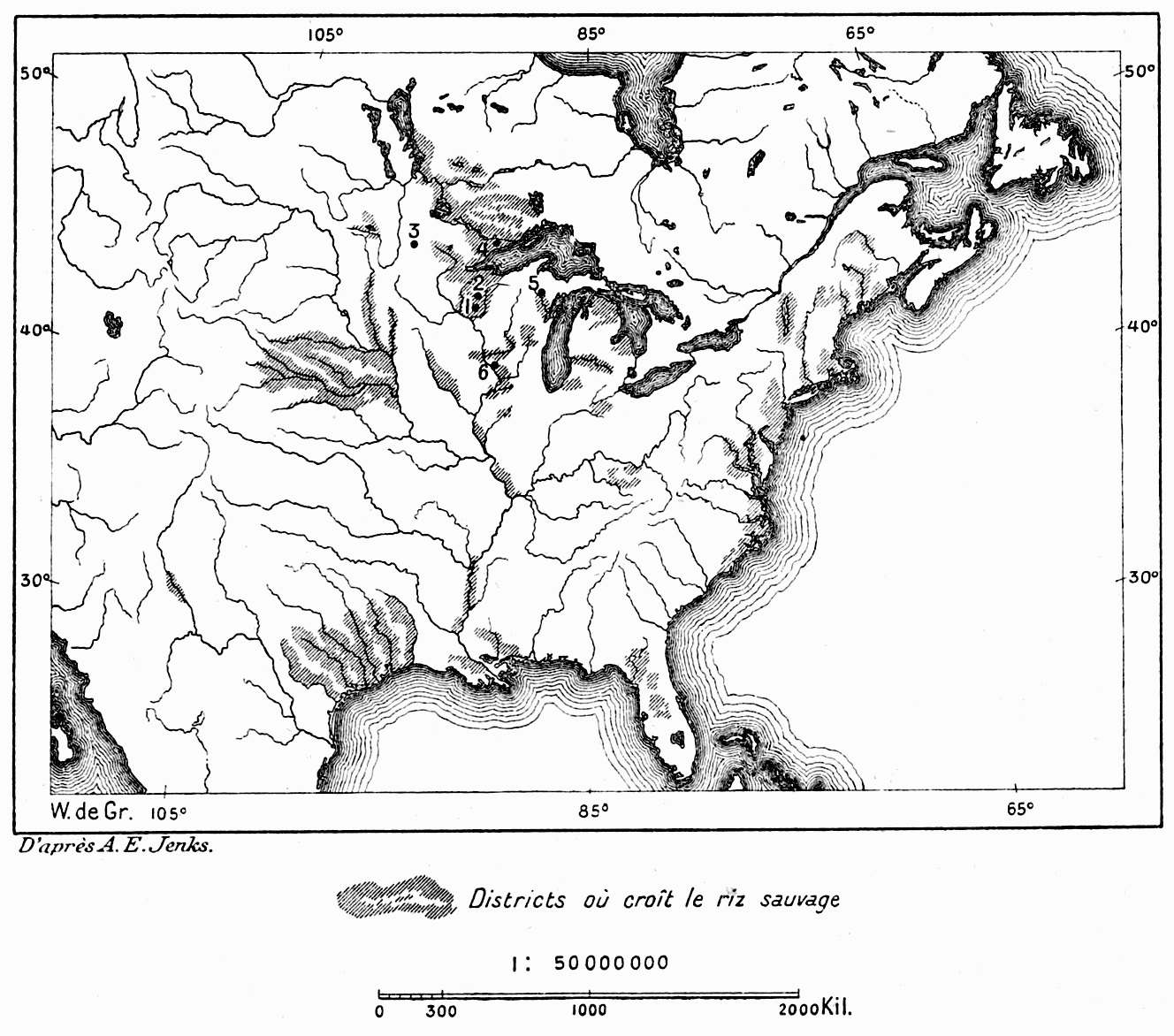
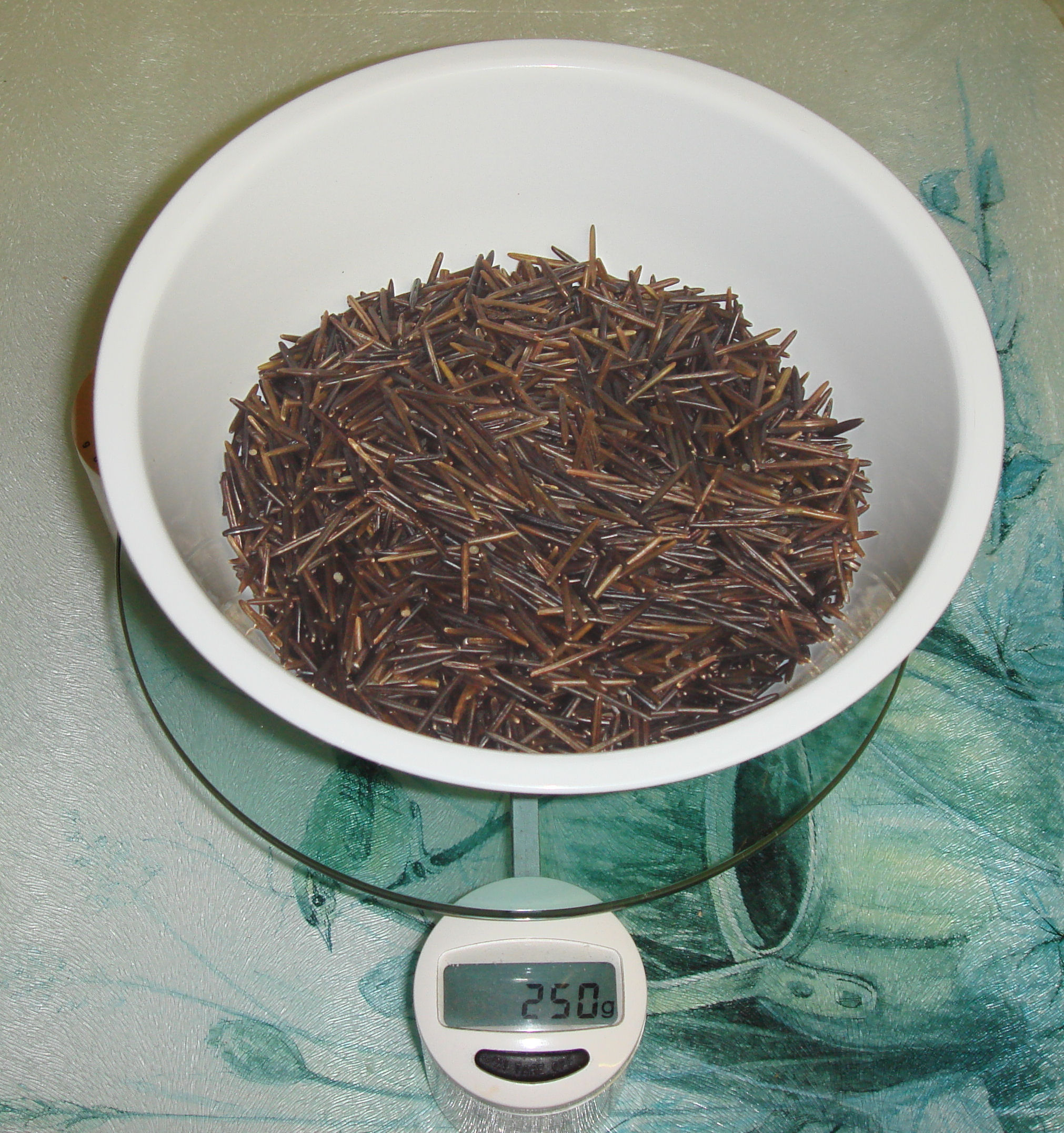
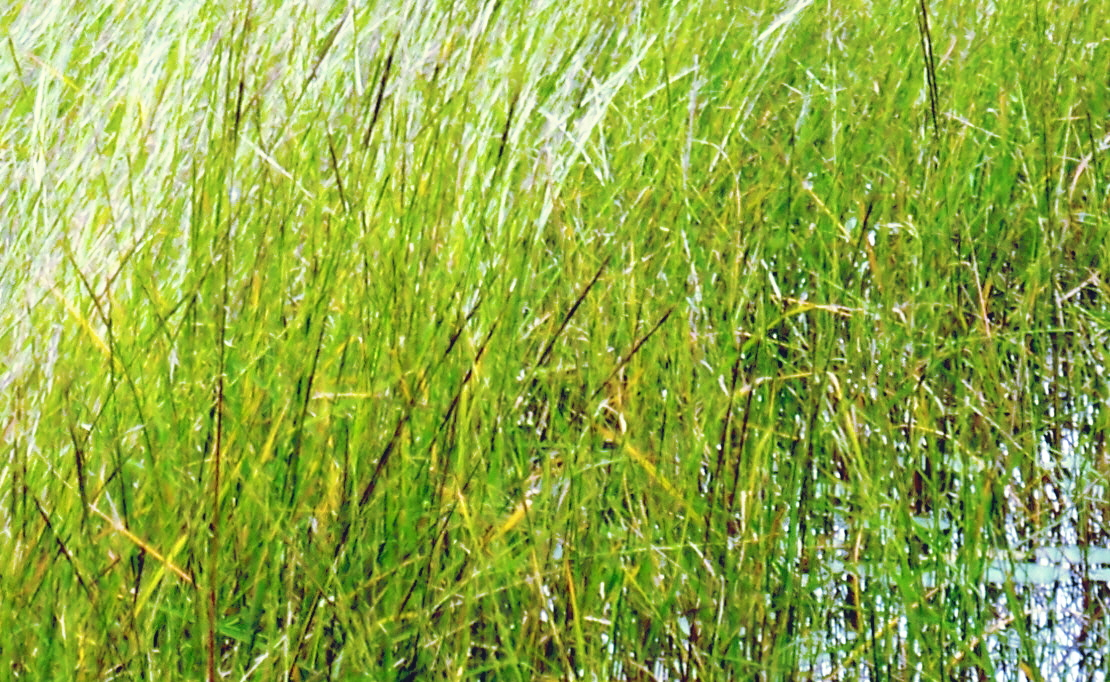
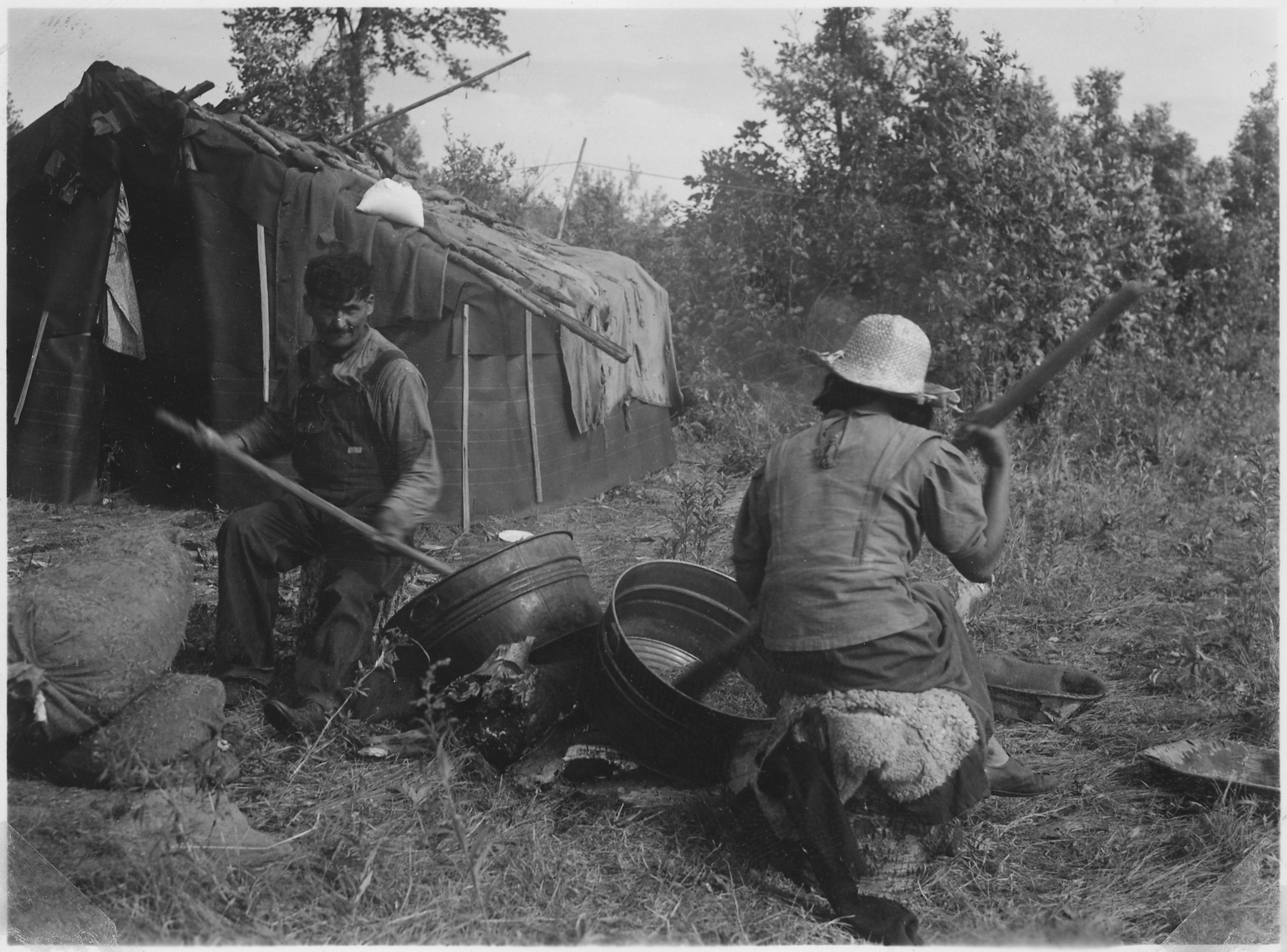